# Wailing Souls
Die Wailing Souls ist eine jamaikanische Reggae-Band, die Mitte der 1960er-Jahre von Winston „Pipe“ Matthews, Lloyd „Bread“ McDonald, George „Buddy“ Haye und Rudolph „Garth“ Dennis gegründet wurde und in mehrfach veränderter Besetzung heute noch auf Tour geht und Platten veröffentlicht.

## Werdegang
Die Gruppe nahm Platten unter anderen mit Coxsone Dodd von Studio One, Lloyd „King Jammy“ James, Henry „Junjo“ Lawes, Delroy Wright und Freddie McGregor auf, zudem fanden einige frühe Aufnahmen mit Bob Marleys Tuff-Gong-Label statt.
Die Band nahm Coverversionen unter anderem von The Whos My Generation, Beatles’ Tomorrow Never Knows und Bob Dylans Like a Rolling Stone auf.
Nach mehrfachem Mitgliedswechsel sind einzig Winston „Pipe“ Matthews und Lloyd „Bread“ MacDonald von der Urbesetzung noch dabei.
Im Februar 2015 veröffentlichte die Reggae-Band New Kingston das Album Kingston City, auf dem The Wailing Souls beim Stück Protect Me zu hören sind.

## Diskografie (Auswahl)

### Alben
- 1975 – The Wailing Souls
- 1979 – Wild Suspense
- 1981 – Fire House Rock
- 1981 – Wailing
- 1982 – Soul & Power
- 1982 – Inchpinchers
- 1983 – Baby Come Rock
- 1984 – Stranded
- 1983 – On the Rocks
- 1986 – Best of Wailing Souls
- 1986 – Lay It on the Line
- 1987 – Kingston 14
- 1988 – Reggae Ina Firehouse (1991)
- 1990 – Stormy Night
- 1992 – All over the World
- 1994 – Live On
- 1995 – Face the Devil (mit The Viceroys)
- 1997 – Tension
- 1997 – On the Rock
- 1998 – Psychedelik Soul
- 2000 – Equality
- 2002 – Square Deal
- 2003 – Souvenir from Jamaica
- 2006 – Live in San Francisco

### Kompilationen
- 197.? – The Best of (1984)
- 1977–1984 – The Very Best Of (1987)
- 198.? – Three the Hard Way (198X)
- 197.? – Wailing Souls at Channel One (2004)
- 197.? – Reggae Legends Volume 1 (aka Classic Souls) (1999)
- 1978–1984 – Classics Cuts 1978–1984 (2007)